# A Little Love Package
A Little Love Package ist ein Spielfilm von Gastón Solnicki, der im Februar 2022 bei der Berlinale seine Premiere feierte und im Oktober 2022 bei der Viennale erstmals in Österreich gezeigt werden soll.

## Handlung
Durch das Rauchverbot an öffentlichen Plätzen ist im Jahr 2019 auch in Wien ein Teil der Kaffeehauskultur verschwunden. In Angst vor einem drohenden globalen Finanzcrash sucht die griechische Lehrerin Angeliki mit Hilfe ihrer befreundeten Innenarchitektin Carmen eine Wohnung in der Stadt. Angeliki scheint gegen alles etwas einzuwenden. So knarren entweder die Parkettböden, die Fliesen haben die falsche Farbe oder sie stört die Nähe zu einem Restaurant. Carmen hat das Gefühl, gegen eine Wand zu reden, und kann nicht verstehen, warum Angeliki sich weigert, sich von ihrem Geld zu trennen.

## Produktion

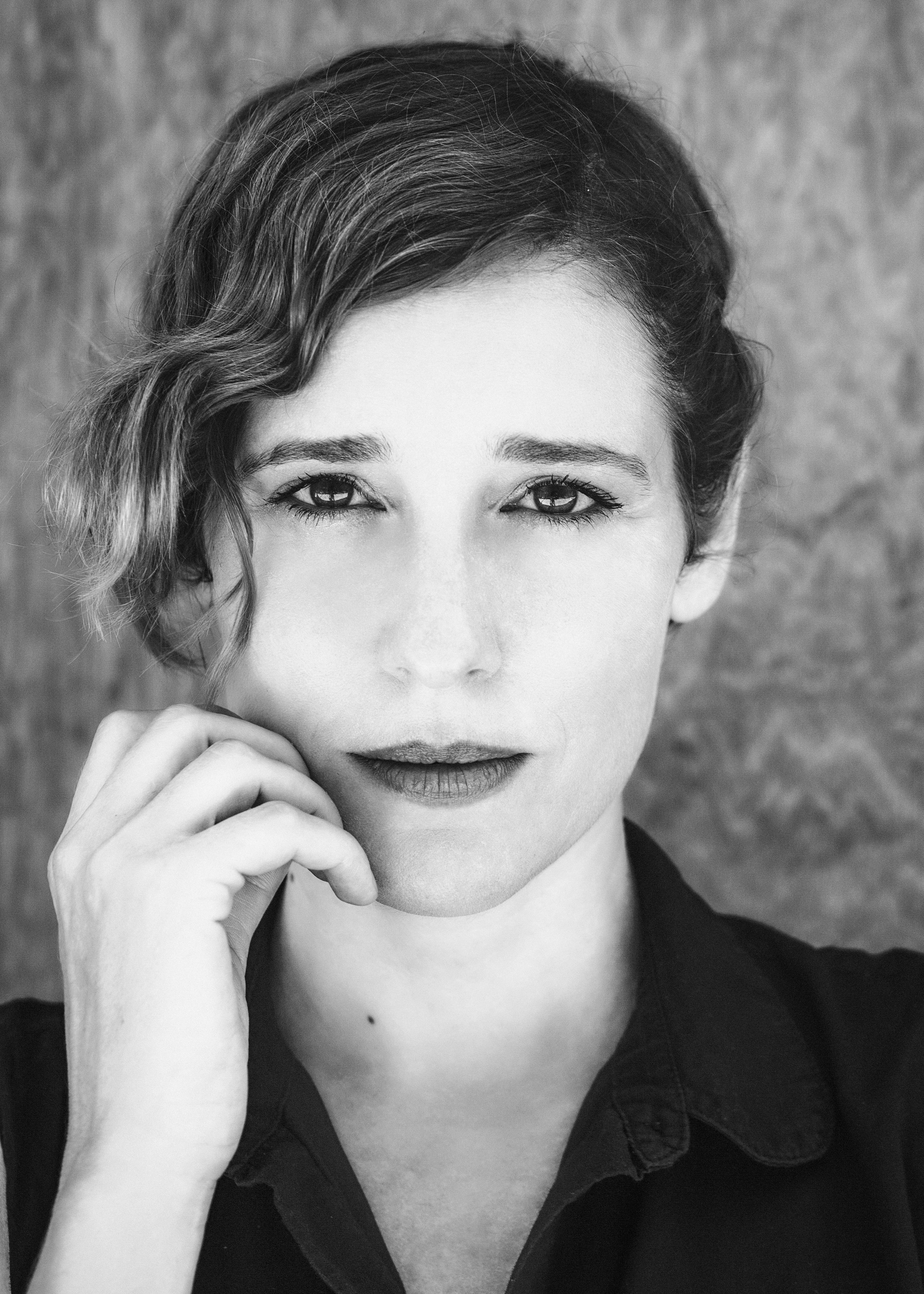
Im Film sucht die von Angeliki Papoulia gespielte Figur eine Wohnung in Wien

Regie führte Gastón Solnicki. Der Argentinier stammt aus einer jüdischen Einwandererfamilie und studierte zunächst Film an der Fundación Universidad del Cine in Buenos Aires und später Fotografie am International Center of Photography sowie Filmregie an der Tisch School of the Arts in New York. A Little Love Package ist sein fünfter Spielfilm. Die dem Film zugrunde liegende Geschichte stammt von dem mexikanischen Schriftsteller Mario Bellatin.
In den Hauptrollen zu sehen sind Angeliki Papoulia und Carmen Chaplin. Auch Bellatin wirkt im Film mit.
Als Kameramann fungierte Rui Poças.
Die Premiere erfolgte am 14. Februar 2022 bei den Internationalen Filmfestspielen in Berlin, wo A Little Love Package in der Sektion Encounters gezeigt wird. Anfang Juli 2022 wurde der Film beim Internationalen Filmfestival Karlovy Vary in der Sektion Horizons vorgestellt und Ende Juli 2022 beim New Horizons International Film Festival. Im Oktober 2022 wird er bei der Viennale gezeigt.

## Auszeichnungen
Internationale Filmfestspiele Berlin 2022
- Nominierung im Encounters-Wettbewerb[10]